# Вознесенська церква (Люботин)
Церква святого Вознесіння Господнього — православна церква в місті Люботин у Харківській області. Також відома як Свято-Вознесенський храм.

## Історія
Перша церква в ім'я Святої Великомучениці Параскеви на цьому місці була побудована у 1741 році на прохання Харківського полкового судді Олександра Черноглазова. Метричні записи церкви збереглися з 1725 року.
В 1805 році було заложено фундамент нового храму, будівництво якого було завершено у 1811 році. Цього ж року, 18 вересня, єпископ Слобідсько-Української єпархії Христофор Сулима освятив храм.
1 серпня 1820 настоятелем храму був молодий священик Степан Тимофійович Євецький, який прийняв царську особу Олександра І.
Новий іконостас був влаштований в 1836 році і в цьому ж році храм був переосвячений на славу Вознесіння Господнього.
З 1843 священиком Вознесенської церкви призначений Григорій Томашевський. Завдяки його старанням церква була розширена прибудовою, побудовано дзвіницю (1866), навколо церкви був зведений цегляний паркан (1858). У 1866 р він опублікував в "Харківських губернських відомостях" кілька заміток про історію міста, звичаї прихожан. Це перше краєзнавче дослідження міста.
У 1846 році за активної участі Григорія Томашевського при церкві була відкрита перша в Люботині школа.
У 1866 році храм було перебудовано, церква була розширена прибудовою, була побудована дзвіниця.
У 1921 році за постановою міської влади храм був закритий, церковні книги та ікони - знищені.
З 1936 по 1941 роки у приміщенні храму був сільський клуб. В період німецької окупації 1941 - 1943 рр. у будівлі церкви була конюшня. В радянські часи будівля храму використовувалась як приміщення для різного роду господарської діяльності. Харківський промкомбінат переобладнав храм під цех по виробництву вати. Приблизно в 1950 р, після пожежі в цеху, його знову закрили і восени 1959 р знесли купол храму. Трохи пізніше був розібраний цегельна підлогу храму під трапезній і вівтарем і замінений на фанеру. В середині простір було поділено на 2 поверхи.
Біля храму було кілька поховань. Найбільш відоме - прах академіка і знаменитого вченого Шишкіна А.Л.
У 1992 році храм було передано вірянам.
У 1998 році розпочато роботи по реставрації храму.
7 червня 2010 року в свято Різдва Іоанна Предтечі Вікарій Харківської єпархії Архієпископ Онуфрій освятив відновлений храм.
Зараз в храмі звершуються богослужіння та проводяться реставраційні роботи.
3 вересня 2019 році було освячено новий образ ікони Божої Матері "Люботинська". Кожного понеділка звершуется молебен перед іконою Божої Матері. Ікона зберігаєтся в Свято-Вознесенский церкві.